# Los Aguacates, Nuevo Parangaricutiro
Los Aguacates är en ort i Mexiko.   Den ligger i kommunen Nuevo Parangaricutiro och delstaten Michoacán de Ocampo, i den södra delen av landet, 300 km väster om huvudstaden Mexico City. Los Aguacates ligger 1 966 meter över havet och antalet invånare är 208.
Terrängen runt Los Aguacates är lite bergig. Runt Los Aguacates är det tätbefolkat, med 286 invånare per kvadratkilometer. Närmaste större samhälle är Uruapan, 9,2 km öster om Los Aguacates. I omgivningarna runt Los Aguacates växer huvudsakligen savannskog.